# Ginnungagap

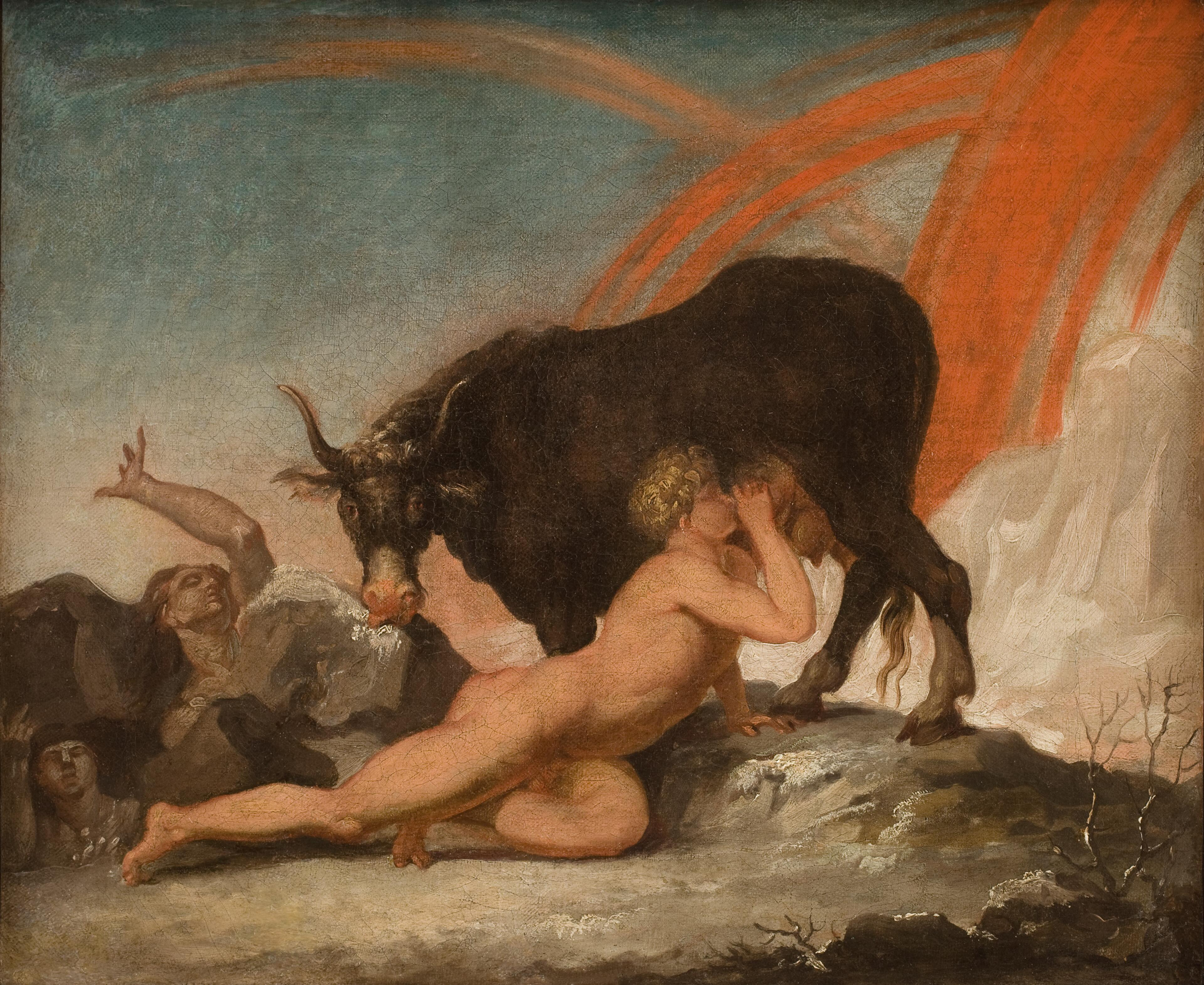
Ymer diar Audhumbla i Ginnungagap (Nikolai Abraham Abildgaard).

I nordisk mytologi representerar Ginnungagap (”den magiska avgrunden") den ursprungliga intighet ur vilket allting senare föddes. Ur Ginnungagap föddes först Muspelhem och därefter Nifelheim "den mörka världen". I den mytologiska beskrivningen låg Nifelhem i norr där frost rådde och de kalla floderna, Elivágar flöt fram. I söder fanns Muspelsheim med gnistrande flammor. När hettan från Muspelhem mötte rimfrosten från Nifelheim i Ginnungagap uppstod urjätten Ymer. Gudarna Oden, Vile och Ve ("Sinne/ursinne", "vilja” och "helighet") skapade världen av Ymers kropp.
Ginnungagap är den avgrund ur vilken världen har sitt ursprung. Adam av Bremen konstaterar att den förmodligen skulle ligga långt bort, i norr. Enligt ett manuskriptfragment, Gripla, från 1400-talet skulle Ginnungagap ligga mellan Vinland och Grönland, d.v.s. vara identiskt med Davis sund, medan Guðbrandur Þorláksson på 1600-talet gissade Baffinön.

## Eddadikten Völuspás skildring
Så här uttrycks det i eddadikten Völuspá, "Valans spådom":
3.
För länge sedan
då Ymer levde
fanns ej sand eller sjö
eller svala vågor.
Jorden fanns inte,
ej himlen där ovan,
gapande svalg fanns
men ingenstans gräs.